# Clubeighties
Clubeighties es un grupo musical de Indonesia. La banda fue fundada por cinco exalumnos de la IKJ (Instituto de Artes de Yakarta) para dar inicios a la música pop en la década de los años 1980. Clubeighties estaba conformada por Lembu Wiworo Jati en la voz, Vincent Ryan Rompies en el bajo, Cliffton Jesse Rompies en la guitarra, Sukma Perdana Manaf en los teclados y Deddy Mahendra Desta, en la batería. Después de una gira exitosa de conciertos en la década de los años 80, Vincent y Desta,  anunciaron su retiro del grupo y formaron una nueva banda llamada The Cash. 

## Discografía

### Álbum de estudio
- Clubeighties (2001)
- 1982 (2003)
- Summer 83 (2005)
- Summer Move On (2007)
- 80 Kembali (2009)

### Álbum Recopilatorio
- Summer 83 (Repackage)